# (6857) Castelli
Pour les articles homonymes, voir Castelli.
(6857) Castelli est un astéroïde de la ceinture principale.

## Description
(6857) Castelli est un astéroïde de la ceinture principale. Il fut découvert le 19 août 1990 à l'observatoire Palomar par Eleanor Francis Helin. Il présente une orbite caractérisée par un demi-grand axe de 2,31 UA, une excentricité de 0,20 et une inclinaison de 9,2° par rapport à l'écliptique.
Il est nommé d'après le moine bénédictin Benedetto Castelli, mathématicien, physicien et disciple de Galilée.